# Teknologi under 1. verdenskrig
Teknologien under 1. verdenskrig reflekterer en udvikling mod industrialismen og udnyttelse af masseproduktionen som førte til en helt ny form for krigsførelse. Denne udvikling begyndte allerede 50 år tidligere under den amerikanske borgerkrig og fortsatte gennem mange mindre konflikter, hvori nye våben blev afprøvet.

## Maskingeværet
Den første prototype på et maskingevær blev lavet i 1884 og fra omkring 1895 taget i brug af flere britiske kolonier. Maskingeværet kom dog først sent rigtig ind i de europæiske hære, fordi det havde et dårligt ry, da det ofte gik i stykker midt i kampens hede. Men op til første verdenskrig blev der lavet nye og forbedrede modeller, bl.a. Vickers maskingeværet, der var mere pålideligt. Det kunne affyre 300-500 skud i minuttet, hvilket var revolutionerendeden ildkraft. Det svarede til, hvad 30-50 mand med almindelige geværer kunne yde. Man skulle dog være to eller flere til at betjene et maskingevær, da man både skulle affyre det og holde det forsynet med ammunition. Maskingeværet var effektivt til at stoppe fjendtlige angreb, men var dog så tungt, at det var svært at bruge ved fremrykning. Dette gjorde maskingeværet til en af de vigtigste faktorer for den stillestående skyttegravskrig.

## Flyet
Flyvemaskinen blev opfundet i 1903 af brødrene Wright, så da krigen brød ud i 1914, var flyvemaskinen kun 11 år gammel. Flyene var ved verdenskrigens udbrud langsomme og kunne ikke flyve særlig højt. I starten af krigen brugte man dem som ubevæbnede observationsfly, men da observationsflyene begyndte at skyde på hinanden, udvikledes der en helt ny kampscene – luftkrigen. Man havde jagerfly, der blev brugt til at skyde fjendens fly ned, og man havde bombefly, der bombede de stillinger, man ikke kunne nå med artilleri. En vigtig opfindelse for de tyske jagerfly var, at man kunne have et maskingevær bag propellen og få det til kun at affyre, når patronerne ikke ville ramme propellen.
Da krigen på jorden udviklede sig til at blive en stillestående skyttegravskrig, hvor ingen af siderne kunne rykke få kilometer frem, uden at det kostede flere tusinde ofre, begyndte der at komme mere fokus på luftkrigen. Flyene blev værdsat for deres evne til at indsamle efterretninger omkring fjendens positioner og bombe fjendens forsyninger bag skyttegravene. Større fly med en pilot og en observatør blev brugt til rekognoscering omkring fjendens positioner og bombe deres forsyningslagre. Fordi disse fly var store og langsomme, blev de et nemt offer for fjendtlige jagerfly. Som et resultat af dette begyndte begge sider at benytte jagerfly for både at angribe fjendtlige observatørfly og forsvare deres egne.
Tyskland udviklede de såkaldte zeppelinere, som var en slags luftskibe, der blev brugt til lejlighedsvise bombetogter mod militære mål, men også britiske byer, heriblandt London, dog med en begrænset effekt. Senere i krigen begyndte Tyskland at angribe engelske byer med langdistancebombefly. Ligesom med angrebene med zeppelinerne havde disse bombninger i England ringe effekt, men det demoraliserede briterne og viste, at briterne ikke kunne være helt beskyttet mod krigens rædsler hjemme i deres land, selvom der ikke fandt slag sted på britisk jord. En anden følge var, at det britiske luftvåben blev nødt til at beholde adskillige eskadriller med jagerfly hjemme i England for at forsvare sig imod luftangrebene, hvilket formindskede den britiske ekspeditionsstyrkes antal af rådige fly, udstyr og personel på vestfronten.
Bemandede observationsballoner højt over skyttegravene blev ved frontlinjen benyttet som statiske rekognosceringsposter, der kunne rapportere om fjendtlige troppers positioner og dirigere artilleriet til at ramme dem. Ballonerne havde normalt en besætning på to, som hver var udstyret med en faldskærm, som kunne benyttes, hvis et fjendtligt fly skød på de brandfarlige balloner, sådan at besætningen kunne hoppe ud og redde livet. På dette tidspunkt var faldskærme for tunge til, at de kunne benyttes af piloter i flyene, og mindre og lettere versioner blev ikke udviklet før i slutningen af krigen. Briterne frygtede, at faldskærme ville underminere moralen hos piloterne og fremme fejhed, da det jo var nemt at slippe for luftkampene ved blot at springe ud. Da observationsballonerne var anerkendte som observationsposter, blev de til et vigtigt mål for fjendtlige fly. For at forsvare sig imod disse angreb blev der opsat store koncentrationer af antiluftskyts omkring observationsballonerne, og man sørgede for, at jagerfly ofte patruljerede nær dem.
Da luftrekognoscering gjorde det sværere at hemmeligholde store troppeflytninger ved fronten, og dermed kunne afsløre planlagte, større overraskelsesangreb, kan dette til en vis grad have forårsaget den stillestående skyttegravskrig.

## Kampvognen
Kampvognen blev udviklet af briterne og franskmændene i henholdsvis 1915 og 1916 i det håb, at den kunne sætte en stopper for skyttegravskrigen. Den skulle kunne trænge frem uden at tage skade af fjendens maskingeværer. Men de første kampvogne led under tekniske vanskeligheder. Problemerne blev efterhånden løst, men kampvognene var langsomme i det ujævne terræn, og rækkevidden var begrænset. Artilleriet kunne ramme dem, og man udviklede andre måder at stoppe dem på, f.eks. med granater og flammekastere. Kampvognene fik aldrig den afgørende betydning, som ententemagterne havde håbet på. Selvom kampvognene mod slutningen af krigen var et vigtigt våben for især ententemagterne, var det ikke dem, der blev afgørende for krigens udfald. Tyskland havde relativt få kampvogne.

## Giftgas
Selvom man i 1899 og i 1907 på Haag-konferencen havde forbudt anvendelsen af giftgas, blev gas alligevel benyttet under første verdenskrig. Tyskland tog den i brug i 1915 i håbet om, at det kunne bryde med den stillestående skyttegravskrig. De allierede fulgte hurtigt op og begyndte ligeledes at bruge giftgas. I starten havde man flasker med giftgas, som man åbnede ved fronten og lod drive over i fjendens lejr. Dette krævede dog,at man havde vinden med sig, og et hurtigt vindskift kunne få katastrofale følger. Derfor udviklede man gasgranater til at skyde over i fjendens lejr. Man udviklede hurtigt gasmasker til at forsvare sig mod angrebene, sådan at tabene ved gasangreb ikke blev særlig store. Det nedsatte dog soldaternes kampevne, at de skulle bære rundt på deres masker. Giftgassen havde især en psykologisk effekt, da man aldrig kunne være sikker på, hvornår gassen kom, og om gasmasken virkede, som den skulle.

## Skyttegrave
De første skyttegrave var primitive. De var påbegyndt som skyttehuller, som efterhånden blev forbundet. De var ikke særlig dybe og manglede ofte afstivning af siderne, og af den grund var de meget sårbare overfor regn, sådan at man efterhånden forsøgte at lave afløb for vandet. Man fandt ud af at forstærke skyttegravene med sandsække og træværk, de blev gravet dybere, og man forsøgte at lave afløb for vandet. Man formede dem i zigzag-mønster, således at et maskingevær i enden af skyttegraven ikke kunne ramme længere end til næste hjørne, hvilket gjorde skyttegravene sværere at indtage. Man udbyggede skyttegravene til 3-4 skyttegravslinjer bag hinanden. Indtog man én, var der altså som regel endnu 2-3 tilbage, hvilket gjorde fremrykningen svær.

## Artilleri
Artilleriet gennemgik en kæmpe udvikling under første verdenskrig. Mange teknologiske fremskridt inden for artilleriet gjorde våbenarten til en hovedfaktor under krigen. Man udviklede hurtigtskydende, langtrækkende og relativt præcise kanoner. Nye ammunitionstyper var ikke alene kraftigere end tidligere, men kunne også sprænge i luften, inden de gravede sig ned i mudderet, hvilket gav større skadesvirkning. Man opfandt granater, som udsprængte en masse stålkugler, der virkede som livsfarlige fragmenter. Derudover opfandt man gasgranater.
Sammen med maskingeværet var artillerivåbnene verdenskrigens vigtigste våben og kostede flest menneskeliv. Artilleriet var også det eneste våben ud over gas og håndgranater, som kunne ramme ned i skyttegravene. Artillerigranater kunne affyres fra positioner bag fronten ud fra informationer sendt fra observatører ved fronten. Dette stillede nye krav til kommunikation. Man var derudover i stand til at korrigere skuddene for vind og vejr, sådan at man kunne få optimal præcision.

## Flammekastere
Den kejserlige tyske hær anvendte flammekastere (Flammenwerfer) på Vestfronten i et forsøg på at skræmme Ententemagternes soldater op af skyttegravene. De blev anvendt første gang i 1914, men var tunge og uhåndterlige. Der skulle bruges en soldat til at bære brændstoftanken og en anden til at styre flammen. Flammekasterenheder var yderst synlige og sårbare over for angreb med håndvåben. Modsat Hollywoods stereotypi eksploderede brændstoftanken sjældent ved beskydning. Derimod kunne det ske, at en nedskudt flammeskytte kunne snurre rundt i faldet og ramme sine kammerater ved et uheld.